# ميان راه جابر (دوستان)
ميان راه جابر (بالفارسية: میان راه جابر) هي قرية تقع في إيران في قسم دوستان الريفي. يقدر عدد سكانها بـ 128 نسمة بحسب إحصاء 2016.